# Giuliano Simeone
Giuliano Simeone Baldini (Rome, 18 december 2002) is een Argentijns voetballer die bij voorkeur als aanvaller speelt. Hij speelt bij Atlético Madrid.

## Clubcarrière
Simeone werd geboren in Rome toen zijn vader Diego Simeone voor Lazio Roma voetbalde. Hij begon met voetballen bij River Plate en trok in 2019 naar Atlético Madrid. Op 20 april 2022 liet Diego Simeone zijn zoon debuteren in de competitiewedstrijd tegen Granada CF.
Tijdens het seizoen 2022/2023 werd hij uitgeleend aan Real Zaragoza, een ploeg uit de Segunda División A.